# 降伏文書

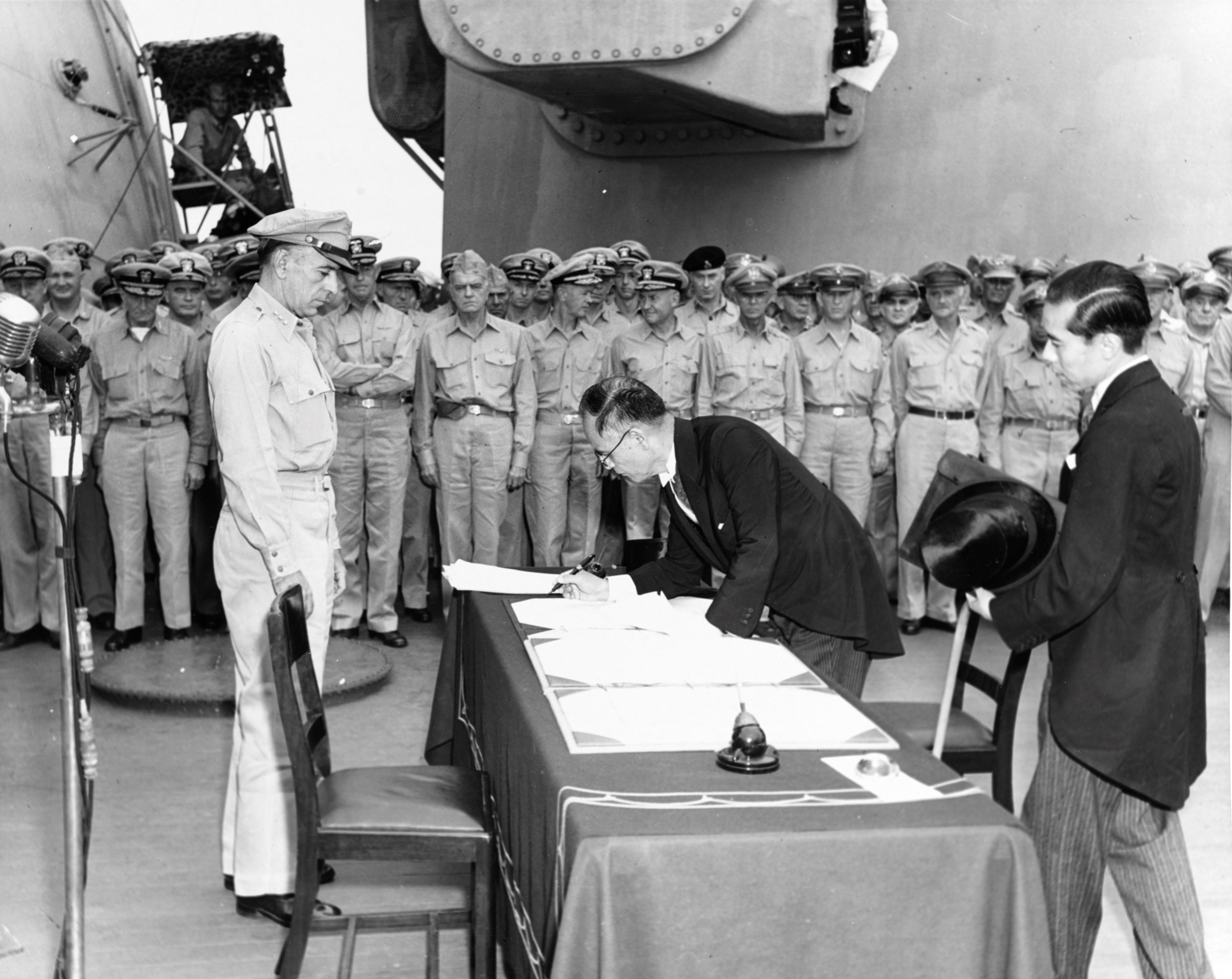
重光葵（照片中彎腰者）代表日本政府簽署《日本投降書》

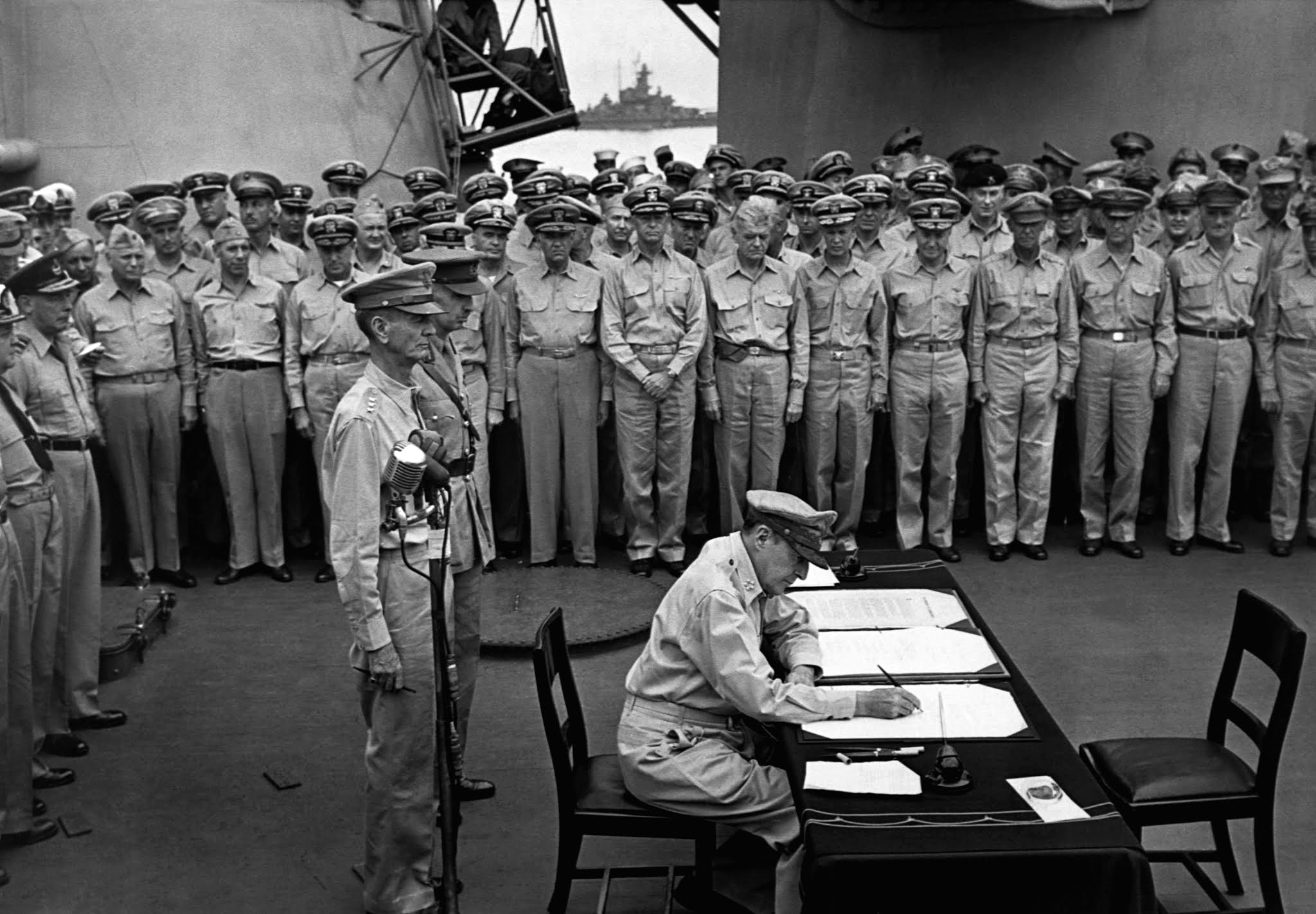
麥克阿瑟將軍（照片中坐下者）代表同盟國簽署《日本投降書》

《降伏文書》（英語：Japanese Instrument of Surrender；日语：／ kōfuku bunsho）是大日本帝国于1945年9月2日在美國海軍戰列艦密蘇里號上所簽署之投降文件。同盟國方面有美國等九個國家的代表出席簽署。
1945年8月14日，日本政府宣布接受《波茨坦公告》；8月15日，昭和天皇發表《终战诏书》，宣佈日本政府願意遵從同盟國提出的无条件投降之要求；9月2日，日本投降代表團共11人登上停泊於東京灣的美國軍艦密蘇里號簽署《降伏文書》，正式無條件投降。同盟國與日本以此形式達成停戰協定。
當年由各國所簽署的兩份《降伏文書》，現在一份存放在美國國家檔案館（中華民國國史館存有翻拍本，並於2016年經中華民國文化部指定為「國寶」），另一份則存放在江戶東京博物館。

## 受降儀式
受降儀式在停泊於東京灣的密蘇里號上持續了23分鐘，並向全世界實況廣播。《降伏文書》首先由日本外相重光葵代表日本天皇及日本政府簽字（9:04 a.m.），接著由日本帝國陸軍參謀長梅津美治郎將軍代表日本帝國大本營簽字（9:06 a.m.）。
隨後，盟軍最高統帥道格拉斯·麦克阿瑟代表同盟國接受日本投降，並以盟軍最高統帥之身份於降伏文書簽字（9:08 a.m.）
在麥克阿瑟簽字之後，下列各同盟國代表亦依序簽署了《降伏文書》：
- 美国代表：尼米茲五星上將（9:12 a.m.）[4][8]
- 中國代表：徐永昌上將（9:13 a.m.）[4][9]
- 英国代表：弗雷泽元帥（9:14 a.m.）[4][10]
- 苏联代表：杰列维扬科中將（9:16 a.m.）[4][11][註 1]
- 代表：布莱梅上將（9:17 a.m.）[4][12]
- 加拿大自治領代表：科斯格雷夫上校（9:18 a.m.）[4][13]
- 法蘭西共和國臨時政府代表勒克萊爾上將（9:20 a.m.）[4][14]
- 荷蘭代表：赫尔弗里希中將（9:21 a.m.）[4][15]
- 新西兰自治領代表：伊希特中將（9:22 a.m.）[4][16]

9月6日，美國的伯納德·西倫上校攜帶《降伏文書》和《终战诏书》送至華盛頓，並在隔日舉行的白宮儀式上交給了美國總統杜魯門。這兩份文件自此便在美國國家檔案館展示。
《降伏文書》的簽字過程中發生了一樁小插曲，加拿大代表柯斯葛列夫上校簽署日方存本時不小心把名字簽到下一行的法國代表簽名處，可能因過去他在第一次世界大戰中一隻眼睛失明導致，使後面的法國、荷蘭代表只能跟著往下寫，而最後一位簽署者紐西蘭的代表則只能簽在降書下方的空白處，同時由美國的理查德·萨瑟兰重新塗改代表欄並附上簽名為記，因此日方存本的降書中原本應該由加拿大代表簽字的地方是空白的。

## 圖片

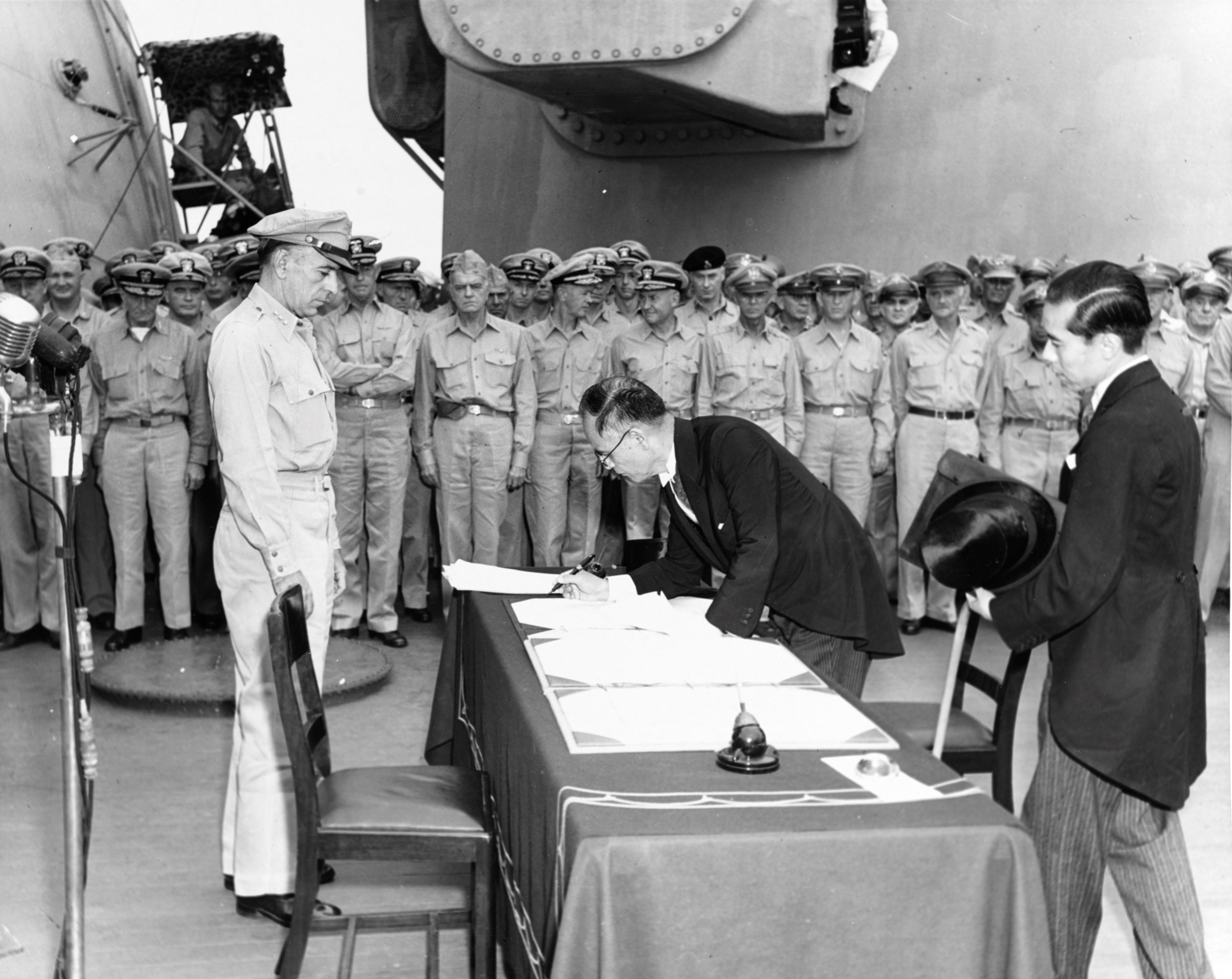
日本天皇及日本政府代表外相重光葵在降書上簽字。
日本帝國陸軍參謀長梅津美治郎大將代表日本帝國大本營在降書上簽字。
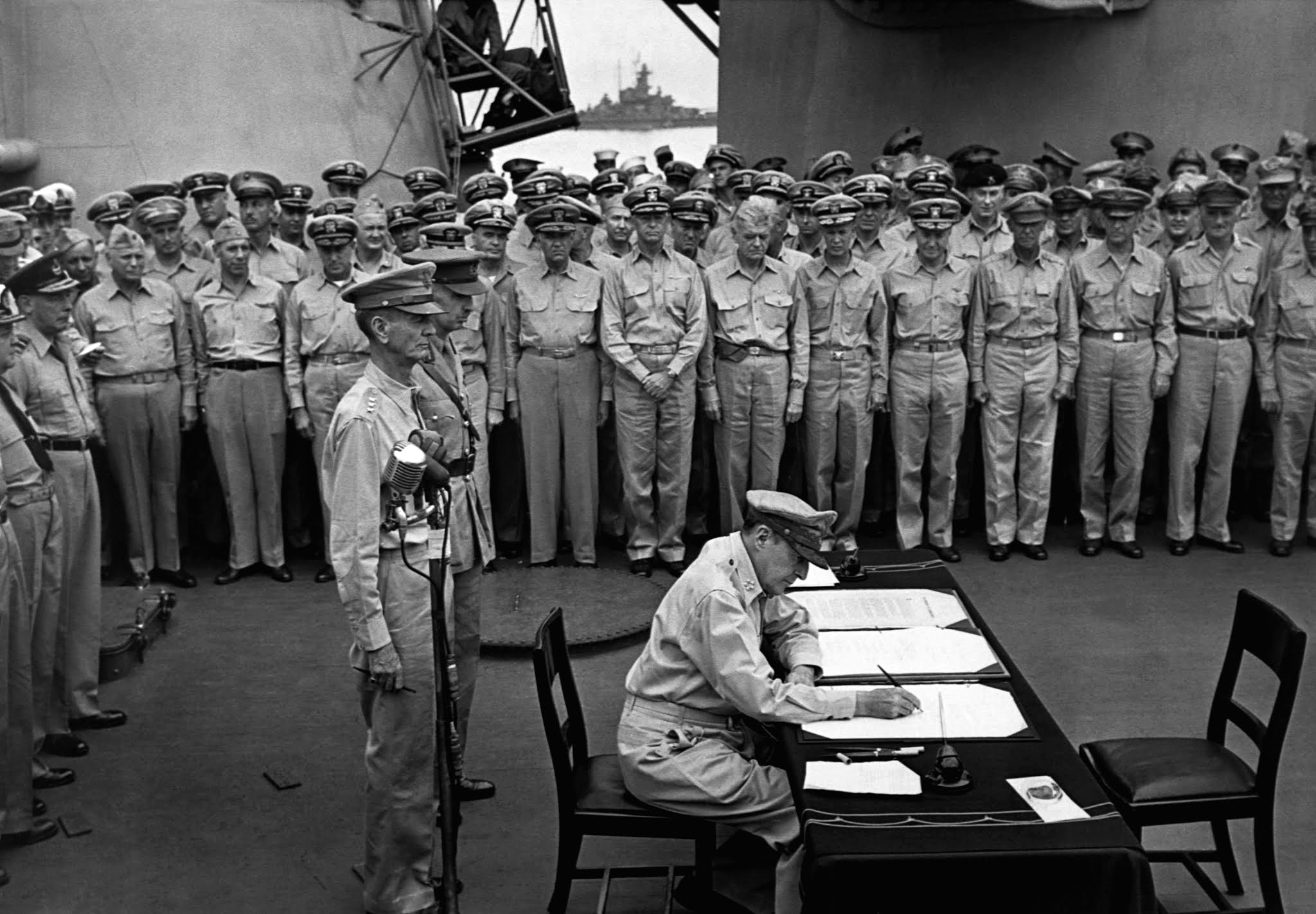
盟軍最高司令官麥克阿瑟將軍
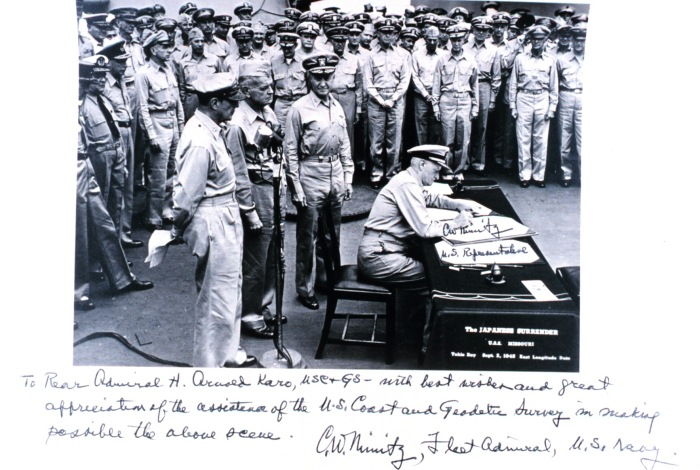
合眾國代表尼米茲將軍
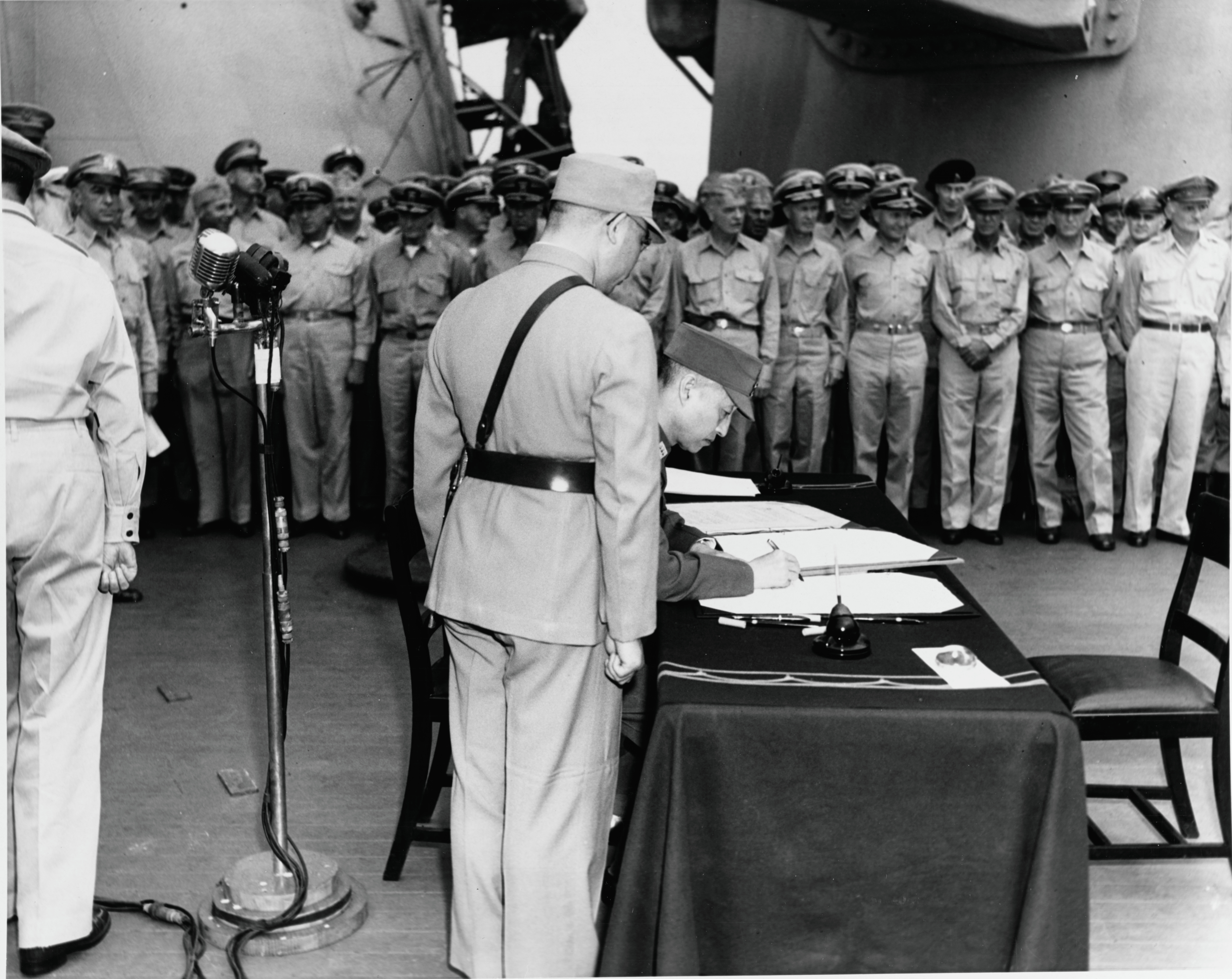
中華民國代表徐永昌將軍
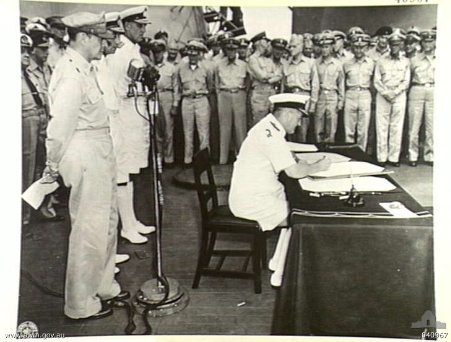
聯合王國代表弗雷瑟將軍
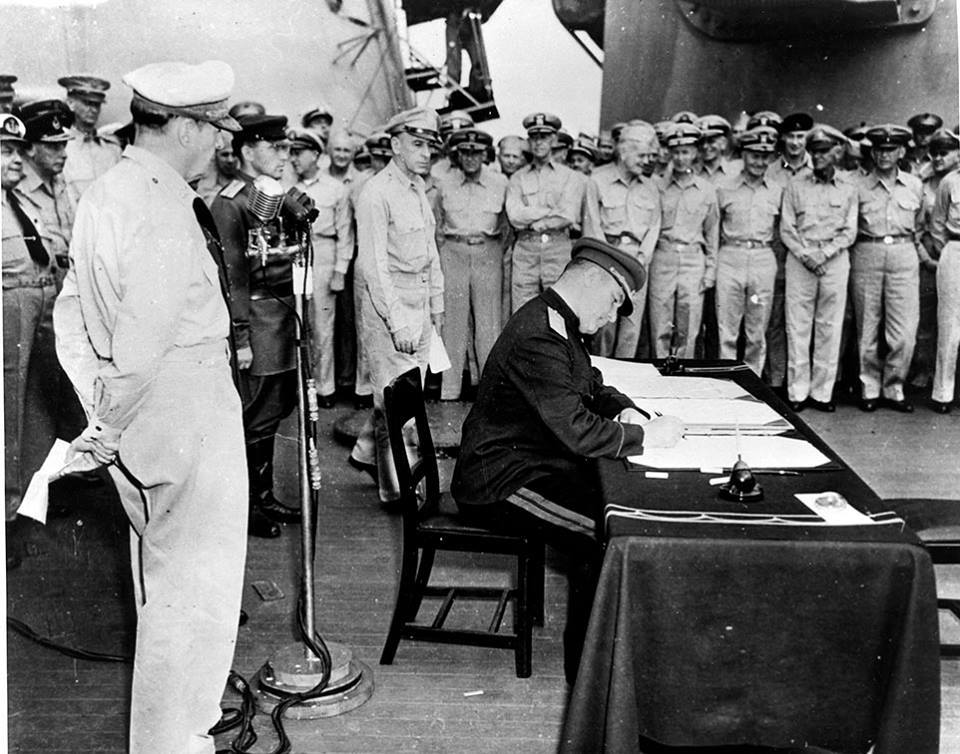
蘇維埃社會主義共和國聯盟代表傑列維揚科將軍
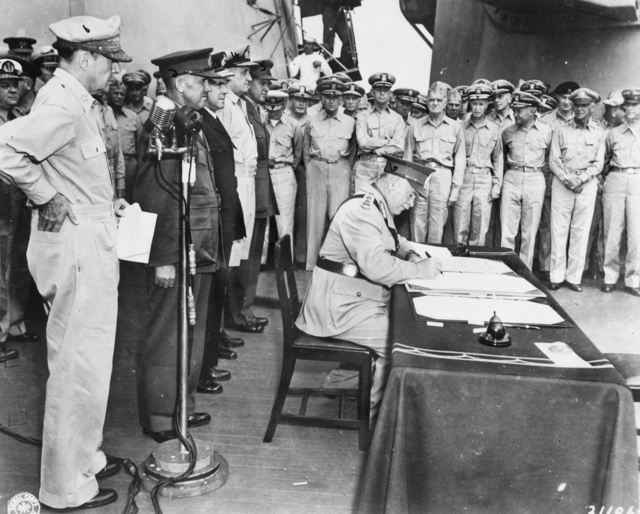
澳大利亞聯邦代表布列梅將軍
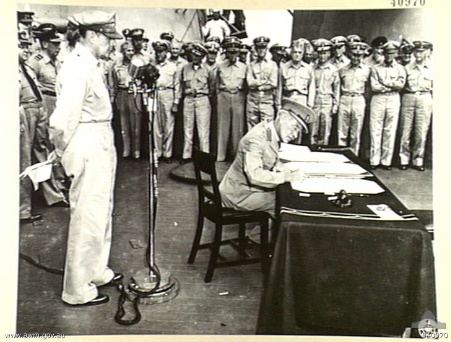
加拿大自治領代表柯斯葛列夫上校
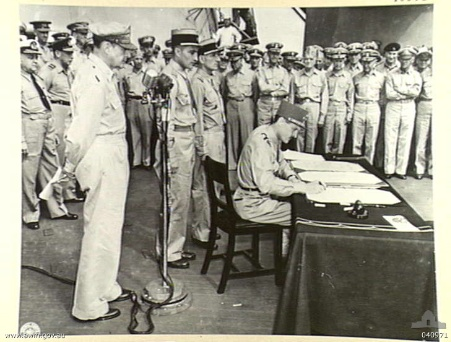
法蘭西共和國臨時政府代表勒克萊爾將軍
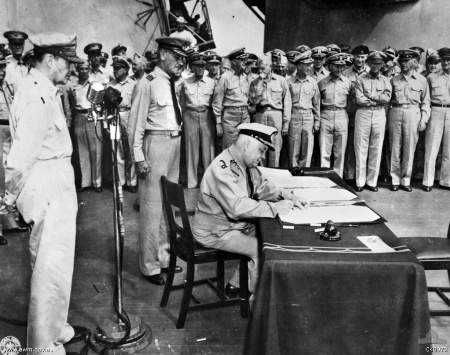
荷蘭王國代表赫爾弗里希將軍
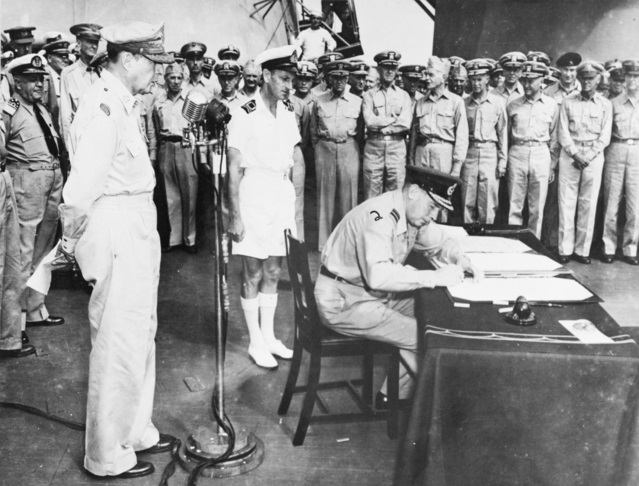
紐西蘭自治領代表伊希特將軍依序簽字
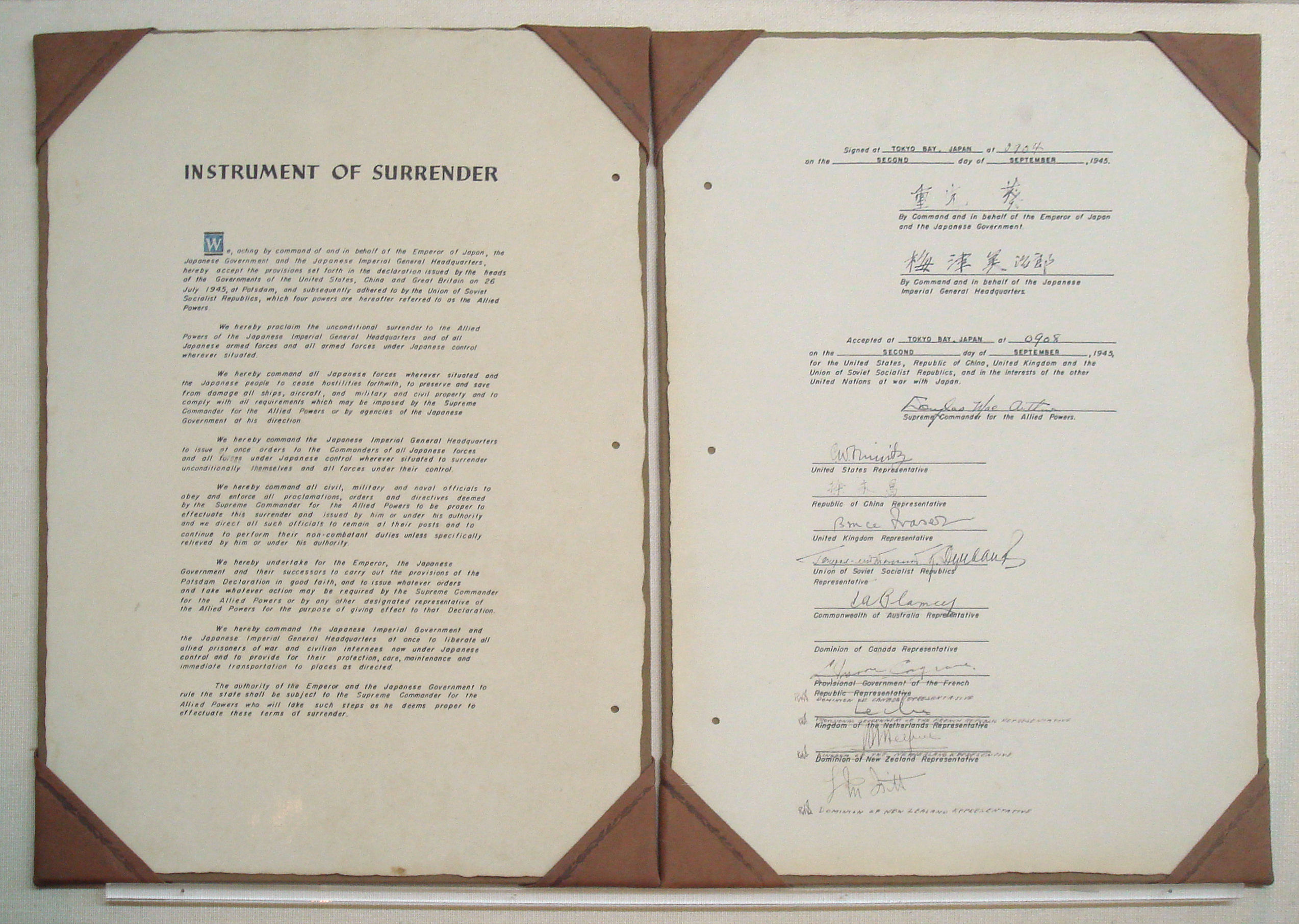
經過塗改的日方存本（簽字處有一空白）
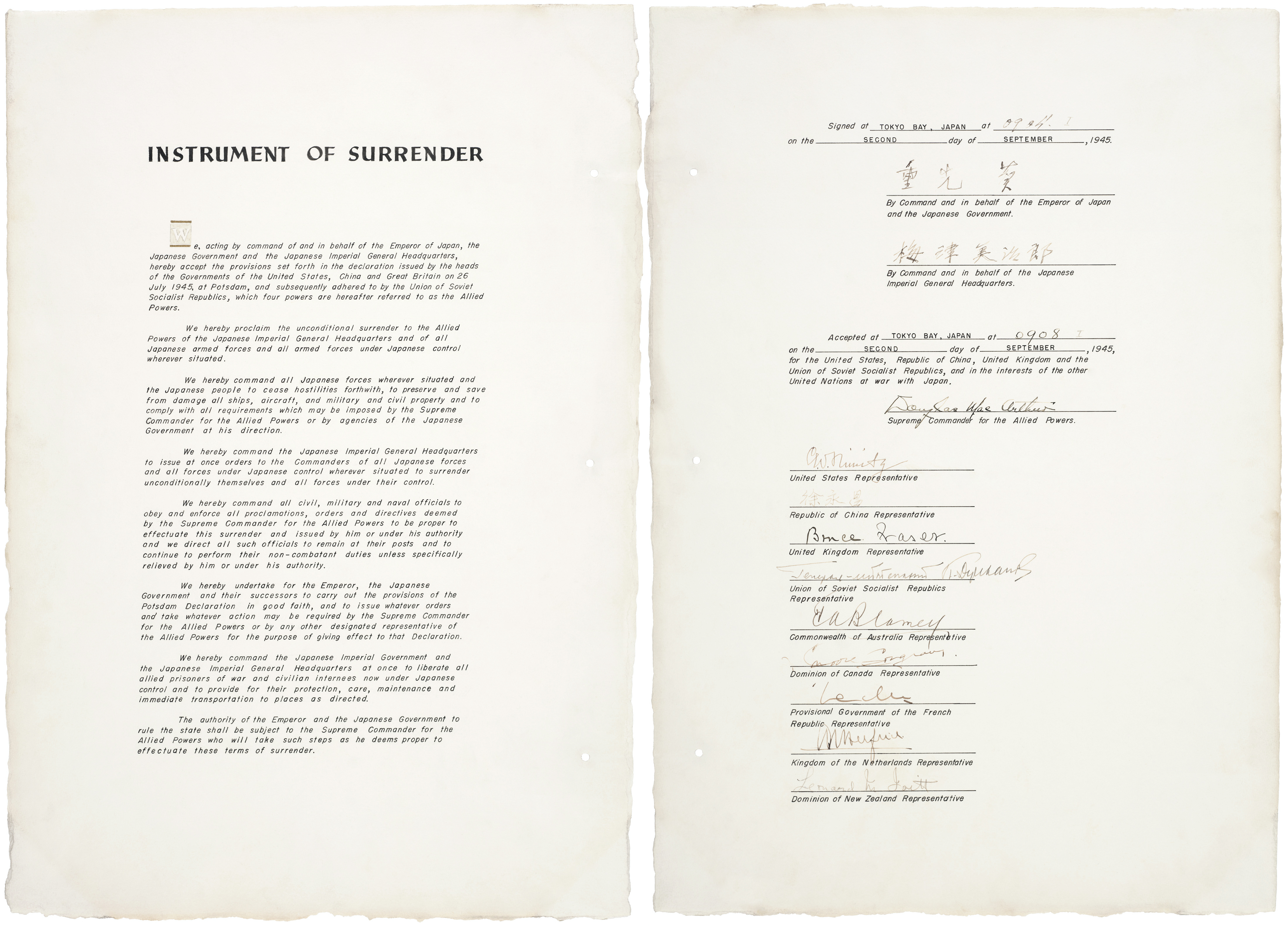
未經塗改的盟軍存本

## 臺灣主權問題
1945年9月2日，《降伏文書》於美國海軍戰列艦密蘇里號上簽署。
1951年5月4日，麥克阿瑟（以盟軍最高統帥身份代表同盟國簽署降伏文書）在美国参议院軍事委員會和外交委員會的聽證會表示：「在法律上，臺灣仍然是戰敗的日本的一部份。對日本的各個部份的處置還沒有正式決定。據我了解，在雅尔塔和其他地方，有一些協議業經商討，但在法律上，臺灣仍然是日本的一部份。」
1952年4月28日，《舊金山和約》正式生效，日本放棄台灣、澎湖主權，但該和約以及其子約《中日和約》皆未提及主權轉移的對象。
1961年3月15日，在日本國會參議院第38回預算委員會上，日本共產黨議員岩間正男提出臺灣已依开罗宣言、波茨坦宣言、降伏文書歸屬於中國的論點時，日本外務大臣（即外交部長）小坂善太郎回應：「波茨坦宣言中載明開羅宣言的規定必須履行，而我方依據降伏文書，宣佈將遵守波茨坦宣言。但是，所謂的降伏文書，具有的是停戰協定的性質，並不具有處分領土的性質。」

## 效力問題
2014年1月21日，中華民國外交部表示：「《日本降伏文書》收錄於1946年《美國法規大全》（United States Statue at Large）第59冊與1952年《聯合國條約集》（United Nations Treaty Series）第139冊中」，表示檢視文件是否被一國視為條約之最簡易方式是依據該文件有否收錄於該國的條約彙編，美國將《降伏文書》收錄於《美國法規大全》之舉代表美國視該文件為美國與盟國簽訂的有效條約或協定。
2017年6月20日，中華民國外交部更新「台灣的國際法地位說帖」，將「開羅宣言」、「波茲坦公告」、「日本降伏文書」皆視為具有條約效力的法律文件。外交部亦表示有關「台灣國際法地位」相關研究，基於憲法所保障的言論及學術自由，向來尊重各家看法。

2019年7月7日，二二八事件紀念基金會董事長、政治大學文學院院長薛化元，在其出版的台灣史書籍中質疑前中華民國總統馬英九主張的《降伏文書》因被收入《聯合國條約集》而具有國際法效力之說。薛化元在書中表示，收入條約彙編或條約集也不一定具有國際法上的條約效力。薛化元並以美國為例，指出美國正式的國際條約必須經過國會審查通過，歷史上最著名的例子即為1919年的《凡爾賽和約》，當時雖然美國總統威爾遜是和會的重要主導者，但由於美國國會沒有批准該和約，因此美國不屬於該和約的簽約國。